# ریکی مبه
ریچارد «ریکی» مَبه (به انگلیسی: Ricky Mabe) یک بازیگر کانادایی است که بیشتر برای ایفای نقش «گیدئون لوستیگ» در سریال مردم زیبا شهرت دارد.

## زندگی
ریکی مبه، با نام ریچارد مبه، در پوئنت-کلر، کبک بدنیا آمد. ریکی در دبیرستان سنت توماس شرکت کرد و در سال ۲۰۰۰ فارغ‌التحصیل شد. ریکی از دوازده سالگی به عنوان بازیگر در مونترآل فعالیت می‌کند. او اولین بازی خود را در فیلم فرانکنشتاین و من (۱۹۹۶) در کنار برت رینولدز انجام داد.
وی به کار خود در اطراف مونترال در پروژه‌های هنری مختلف ادامه داد، تا اینکه سرانجام در نقش‌های اصلی را در فیلم‌های Nightmare Man (1999)، Phantom of Megaplex (2000) و Believe (2000) به دست آورد.

## آثار
- کایو در نقش جیسون (صداپیشه)
- آرتور در نقش دوقلوهای تیبل (صداپیشه)
- آیا از تاریکی هراس دارید؟ در نقش زک[۳]
- واعظ در نقش مایلز پرسون[۴]
- اتاق خبر در نقش استیون[۵]
- مردم زیبا در نقش گیدئون لوستیگ[۶]